# 페어 러브
"페어 러브"는 2010년에 개봉한 대한민국의 영화이다.

## 캐스팅
- 안성기 : 형만 역
- 이하나 : 남은 역
- 윤승준 : 진태 역
- 이현호 : 재형 역
- 김정석 : 정석 역
- 김인수 : 강 목사 역
- 권혁풍 : 윤 사장 역
- 최종률 : 형만 형 역
- 김민경 : 형수 역
- 허연정 : 재은 역
- 정성일 : 재웅 역
- 유인나 : 진희 역
- 김한보 : 중국집배달원 역
- 이춘연 : 가게주인 역 (특별출연)